# Crisis Jung
Crisis Jung est une série d'animation pour adultes d'origine française, créée par Baptiste Gaubert et Jérémie Périn et écrite par Baptiste Gaubert, Jérémie Périn, Jérémie Hoarau et Laurent Sarfati du studio français Blackpills. Créée en 2019, elle est disponible du 1er février 2020 au 31 juillet 2021 sur Netflix. Elle est également disponible gratuitement sur Youtube.
De par la nature de certaines intrigues, le langage employé et la violence de certaines scènes, la série se destine à un public adulte.

## Synopsis
Jung et Maria profitent de leur amour en pleine nature, une attaque dévastatrice les propulse dans un monde post-apocalyptique où Petit-Jésus, un énorme individu adepte de la violence et haïssant l'amour, arrache la tête de Maria pour l'inclure dans son palais. Jung se transformera en guerrier, le héros au cœur brisé, pour se venger.

## Distribution
- Karim Tougui : Jung
- Pauline Moingeon Vallès : Maria, Marie Madeleine et toutes les autres voix féminines[5]
- Frédéric Souterelle : Petit Jésus, le psy et Maturité
- Martial Le Minoux : Rick Breal, Tendresse, Confiance, Courage et la plupart des personnages masculins
- Balak, Baptiste Gaubert, Jérémie Hoarau et Mathilde Kitteh : voix additionnelles

## Musique
Philippe Monthaye

## Épisodes
1. Despair
  - Ecrit par Baptiste Gaubert, Jérémie Hoarau et Jérémie Périn
  - Storyboard par Yann Legall
2. Tenderness
  - Ecrit par Baptiste Gaubert, Jérémie Périn et Laurent Sarfati
  - Storyboard par Jérémie Périn
3. Tolerance
  - Ecrit par Baptiste Gaubert et Jérémie Hoarau
  - Storyboard par Yann Legall
4. Confidence
  - Ecrit par Jérémie Périn et Laurent Sarfati
  - Storyboard par Etienne Guginard
5. Charity
  - Ecrit par Baptiste Gaubert et Jérémie Hoarau
  - Storyboard par Etienne Guignard
6. Compassion
  - Ecrit par Jérémie Périn et Laurent Sarfati
  - Storyboard par Etienne Guignard
7. Maturity
  - Ecrit par Baptiste Gaubert et Jérémie Hoarau
  - Storyboard par Christelle Abgrall
8. Fortitude
  - Ecrit par Jérémie Périn et Laurent Sarfati
  - Storyboard par Benoît Boucher
9. Violence x 1 000
  - Ecrit par Jérémie Hoarau et Laurent Sarfati
  - Storyboard par Christelle Abgrall
10. Beyond violence
  - Ecrit par Baptiste Gaubert et Jérémie Périn
  - Storyboard par Christelle Abgrall